# Rhytidoponera ferruginea
Rhytidoponera ferruginea är en myrart som beskrevs av Clark 1936. Rhytidoponera ferruginea ingår i släktet Rhytidoponera och familjen myror. Inga underarter finns listade i Catalogue of Life.